# 専門学校禅林学園
専門学校禅林学園（せんもんがっこうぜんりんがくえん）は、かつて香川県仲多度郡多度津町ににて学校法人禅林学園が運営していた専修学校。

## 概要
- 少林寺拳法の教えを教育理念とする専門学校。少林寺拳法の指導者・社会のリーダーとなる人材を育成するための専門課程と、少林寺拳法を正課にした普通教育をする高等課程に大別されていた。
- 禅林学園高等学校（現：RITA学園高等学校）の開校に伴い高等課程の募集を停止し、2018年閉校した。

## 沿革
- 1952年 - 禅林学院開設
- 1956年 - 禅林学院が日本少林武芸専門学校と改称し、香川県公認各種学校となる
- 1958年 - 日本少林寺武芸専門学校を日本少林寺武道専門学校と改称
- 1968年 - 学校法人禅林学園設立認可
- 1976年 - 専修学校制度移行に伴って、専修学校に移行。高等課程、専門課程設置
- 1981年 - 専門課程を全日制に移行
- 1995年 - 文化・教養専門課程武道学科師範科コース専門士の称合付与
- 1998年 - 師範科コースの大学編入学制度が始まる。
- 2002年 - 高等課程普通科開講
- 2003年 - 専門学校禅林学園と改称。専門課程武道学科師範科コースを武道学科に改称。高等師範科を科目履修生に移行し、高等師範コースに改称。商業実務専門課程経営創造学科開設
- 2004年 - 公務員受験対策講座開設。高等課程普通科、大学受験資格付与
- 2013年 - 禅林学園高等学校（現 RITA学園高等学校）開校、在校生の卒業後に現在の高等課程を閉講。[1]。
- 2018年 - 閉校

## 設置課程・学科
- 文化教養 専門課程
- 文化教養 高等課程

### 高等課程（高等部）
- 普通科（定員40名 全日制 男女共学）
  - 武道系
  - 第2武道系
  - 創造系
  - 進学系
    - ※禅林学園高等学校開校にあたり、2013年より募集停止

### 専門課程（専門部）
- 武道学科（定員30名 全日制・全寮制 男女共学）
- 経営創造学科（定員40名 全日制 男女共学）

### 科目履修生
- 高等師範コース（定員20名 全日制・全寮制 男女共学）
- 少林寺拳法武道専門コース（月1回 全国37会場で開講）

### 短期研修コース
- 別途、個別対応